# Basilique Notre-Dame du Spasme à La Livinière
La basilique Notre-Dame du Spasme est une basilique située dans la commune de La Livinière dans le département français de l'Hérault.

## Description
De style roman, la construction primitive remonte au XIIe siècle. L’édifice a été remanié à plusieurs reprises aux ,XVIIe XVIIIe et XIXe siècles. Il présente aujourd’hui trois nefs de quatre travées, avec des bas-côtés voûtés d’arêtes sur trois travées.
La basilique et le jardin de la Vierge sont inscrits au titre des Monuments historiques par arrêté du 15 février 2006.

## Historique
Nicolas de La Jugie (1315-1376), seigneur de La Livinière, aurait fait construire la basilique pour accueillir la statue de la Vierge du Spasme, venue de Jérusalem. La Vierge y est représentée les genoux fléchis, dans une attitude de profonde désolation. Elle renvoie à la tradition selon laquelle Marie, saisie de douleur, voit son Fils sortir du prétoire, ployant sous le poids de la croix, la tête couronnée d’épines et le visage couvert de crachats. À ce titre, le sanctuaire est considéré comme une “petite sœur” de l'Église Notre-Dame du Spasme de Jérusalem. La statue d'origine a été volée en 1960 ; celle visible aujourd’hui est une copie. 
Le sanctuaire a été érigé en basilique mineure le 15 juin 1959.
En 2025, à l’occasion du Jubilé de l’Espérance, la basilique Notre-Dame du Spasme a été désignée par Norbert Turini, évêque de Montpellier, comme l’une des dix églises jubilaires du diocèse.